# Pakri
Pakri este o arie protejată (arie specială de conservare — SAC, sit de importanță comunitară — SCI, arie de protecție specială avifaunistică — SPA) din Estonia întinsă pe o suprafață de 20.574,8 ha, integral pe uscat.

## Localizare
Centrul sitului Pakri este situat la coordonatele 59°20′52″N 24°02′39″E / 59.3478°N 24.0443°E.

## Înființare
Situl Pakri a fost declarat sit de importanță comunitară în aprilie 2004 pentru a proteja 4 specii de plante și 17 specii de animale. Alte tipuri de protecție:
- arie de protecție specială avifaunistică (în aprilie 2004)[2]
- arie specială de conservare (în iunie 2005)[1][3][4]

## Biodiversitate
Situată în ecoregiunile boreală și marină baltică, aria protejată conține 22 de habitate naturale: Bancuri de nisip acoperite în permanență slab de apă marină, Estuare, Lagune de coastă, Golfuri mici largi și golfuri puțin adânci, Recifuri, Vegetație anuală la limita mareei, Vegetație perenă pe țărmurile stâncoase, Faleze cu vegetație de pe coastele atlantice și baltice, Insulițe și insule mici din Baltica boreală, Pășuni de coastă din Baltica boreală, Dune de coastă fixe cu vegetație erbacee („dune gri”), Ape puternic oligomezotrofe cu vegetație bentonică cu Chara spp., Cursuri de apă de la nivel de câmpie la nivel montan, cu vegetație Ranunculion fluitantis și Callitricho-Batrachion, Formațiuni de Juniperus communis pe lande sau pajiști calcaroase, Pajiști uscate seminaturale și facies de acoperire cu tufișuri pe substraturi calcaroase (Festuco-Brometalia) (* situri importante pentru orhidee), Alvar nordic și șisturi calcaroase precambriene, Pajiști din zone de pădure fino-scandinave, Izvoare fino-scandinave și mlaștini produse de izvoare bogate în minerale, Mlaștini alcaline, Păduri caducifoliate bătrâne naturale hemiboreale fino-scandinave (Quercus, Tilia, Acer, Fraxinus sau Ulmus) bogate în specii epifite, Păduri caducifoliate de mlaștină fino-scandinave, Păduri pe pante, grohotișuri și ravene de Tilio-Acerion.
La baza desemnării sitului se află mai multe specii protejate:
- plante (4): Angelica palustris, Dianthus arenarius subsp. arenarius, moșișoare (Liparis loeselii), Tortella rigens
- păsări (16): rață fluierătoare (Anas penelope), rață mare (Anas platyrhynchos), Aythya marila, buhai de baltă (Botaurus stellaris), Bucephala clangula, Cepphus grylle, Clangula hyemalis, Cygnus columbianus bewickii, lebădă de iarnă (Cygnus cygnus), lebădă de vară (Cygnus olor), pescăruș sur (Larus canus), rață catifelată (Melanitta fusca), ferestrașul mare (Mergus merganser), corcodel mare (Podiceps cristatus), eider (Somateria mollissima), fluierarul cu picioare roșii (Tringa totanus)
- nevertebrate (1): Hypodryas maturna

Pe lângă speciile protejate, pe teritoriul sitului au mai fost identificate 10 specii de plante, 1 specie de păsări.